# 反街头流氓公众资源聚合部
反街头流氓公众资源聚合部（英語：Community Resources Against Street Hoodlums，缩写为CRASH）是一個由洛杉矶警察局設立的專門幫派情報單位，於1979年至2000年間負責打擊幫派相關犯罪。該單位最初成立於美國加利福尼亞州洛杉磯的南中央區，旨在應對當時日益嚴重的幫派暴力。每個洛杉磯警察局的18個分局都配有一個CRASH小組，其主要目標是壓制因非法毒品交易增加而引發的幫派犯罪。
然而，CRASH小組在1997年爆發的「洛城警局兰帕特分局丑闻」中被揭露出嚴重的警察腐敗問題，包括涉及謀殺、敲詐勒索、警察暴行、偽造證據，甚至參與幫派活動。最終，CRASH小組在2000年解散，由洛杉磯警察局幫派與毒品部門（LAPD Gang and Narcotics Division）取而代之。

## 歷史

### 成立
到1973年為止，街頭幫派問題在洛杉矶警察局77街區分局迅速成為一個嚴重問題，該分局位於洛杉磯的南中央區。當時，負責77街區分局運作的副局長Lou Sporrer，直接向警察局長Edward M. Davis匯報，成立了一個由穿制服的警察和便衣情報部門組成的單位，並將其命名為「77街區分局反街頭流氓總資源聚合部」（Total Resources Against Street Hoodlums，缩写为TRASH）。這個名稱的目的在於貶低幫派活動。然而，社區活動人士開始努力廢除這個名為TRASH的單位，因為這個名稱本身帶有去人性化的意味，將幫派成員形容為「垃圾」。最終，Sporrer同意更改名稱，將「T」（Total，總）改為「C」（Community，公众），於是TRASH改名為CRASH。
除了預防幫派犯罪之外，CRASH警員還需要收集關於特定幫派的情報，並在各分局之間傳遞這些信息。CRASH警員的「自由行動」和「工合」的風格導致他們內部以及整個CRASH單位引發了許多爭議。
在1980年代，由於毒品交易，特別是裂解可卡因的引入，幫派暴力顯著增加。

### 鐵鎚行動
鐵鎚行動（英語：Operation Hammer）是由CRASH小組於1987年發起的一項打擊南中央洛杉磯幫派暴力的行動。由於幫派暴力日益增加，加上一起開車掃射事件導致七人死亡，當時的警察局長Daryl Gates作出回應，派遣CRASH警員逮捕被懷疑是幫派成員的人。在這次行動的高峰期，即1988年4月的一個週末中，1000名警察逮捕了1453人。然而，這些大量逮捕最終只導致了60起重罪逮捕，且僅有32起案件被提起指控。
儘管該行動被部分人認為是成功的，但它和洛杉磯警察局也因涉及種族主義的指控而備受抨擊；一些人認為鐵鎚行動大力運用了種族歧視手段，專門針對被標籤為「城市恐怖分子」和「無情殺手」的非裔美國人和西班牙裔青年。然而，該行動的支持者主張這並非歧視，因為所有被逮捕的幫派成員都已經有逮捕令在身。

### 洛城警局蘭帕特分局醜聞
每個洛杉磯警察局的巡邏分局都設有一個CRASH小組，而其中最具知名度的CRASH小組則駐紮在蘭帕特分局。
1998年2月26日，蘭帕特分局的CRASH警官Brian Hewitt因涉嫌掩蓋對嫌犯Ismail Jiminez的毆打和窒息行為而被停職，最終在聽證會上被解除職務。據指控，Hewitt在審訊室裡對Jiminez進行窒息虐待，因為Jiminez拒絕提供有關幫派活動的證據。當Jiminez在醫院報告他的受虐情況時，相關證據指向了Hewitt，這導致他被解職。
1998年8月，正值警察局長Bernard Parks聲稱洛杉磯警察局的改革「基本完成」之際，洛杉磯警察局老將Rafael Pérez因涉嫌從警局的財產部門偷竊六磅（2.7公斤）可卡因而被逮捕。Pérez最初被以持有可卡因、重大竊盜和偽造罪名起訴。當年12月7日的審判因為未決結果導致中止，隨後出現了更多關於Pérez盜竊可卡因的報告。1999年9月，為了換取部分免於起訴的條件，Pérez揭露了包括70名CRASH警官在內的違法行為模式，這些行為威脅到數千起刑事定罪的合法性。
作為認罪協商的一部分，Pérez指控蘭帕特分局反幫派單位中的大量警官，描述了他們日常毆打幫派成員、偽造證據、捏造報告以及掩蓋無端槍擊事件的行為。到2001年5月，洛城警局兰帕特分局丑闻的調查已經使58名警官面臨內部行政聽證，其中12人被停職，7人辭職，5人被解雇。Pérez還承認栽贓Javier Ovando，一名18街幫派成員，後者在1996年10月12日被Nino Durden和Pérez槍擊。
加州州立圖書館館長Kevin Starr在他撰寫的1990年代加州歷史中寫道，「CRASH...實際上成為了該市最惡名昭彰的幫派。」

## 在流行文化中的影響
CRASH小組的虛構版本出現在2004年開放世界動作冒險遊戲《俠盜獵車手：聖安地列斯》中。該單位由警官弗蘭克·湯普尼（由Samuel L. Jackson配音）和艾迪·普拉斯基（由Chris Penn配音）領導，他們與洛聖都（遊戲中的洛杉磯）的幫派有密切聯繫，並經常為了個人利益與幫派進行非法交易。該單位的非官方座右銘「我們威脅那些威脅他人的人」由湯普尼直接向遊戲主角卡爾·約翰遜（由Young Maylay配音）表述，並通過威脅他來逼迫他完成各種任務，以防止CRASH的非法活動曝光。然而，CRASH小組的第三名成員吉米·赫南德斯（由Armando Riesco配音）最終決定做正確的事情，舉報他的同事的非法活動，因而被他們殺害。遊戲接近尾聲時，普拉斯基被卡爾殺死，而湯普尼則因其犯罪行為被逮捕，但由於證據不足而在審判中被宣判無罪。這引發了洛聖都居民的憤怒，最終導致了全市的暴動，這與現實中的1992年洛杉磯暴動相似。暴動最終在湯普尼因車禍死亡後結束。
1988年的電影《彩色響尾蛇》中，勞勃·杜瓦和西恩·潘飾演了兩名CRASH小組成員。
雖然洛杉磯CRASH單位的腐敗行為在電影《训练日》編寫時尚未曝光，但導演Antoine Fuqua表示，1990年代後期洛城警局兰帕特分局丑闻的爆發促使該電影的完成。丹泽尔·华盛顿在片中留起鬍子，以模仿涉及多起醜聞的洛杉磯警察局毒品部門警官Rafael Pérez的形象。
電視警匪劇《盾牌》（2002-2008年），圍繞一個名為Strike Team的腐敗反幫派小組展開，其靈感來自洛城警局兰帕特分局丑闻。該劇的原名就是「蘭帕特」。